# Храпач Дмитро Олександрович
Дмитро́ Олекса́ндрович Храпач — полковник Збройних сил України. Командир 27-ї реактивної артилерійської бригади (призначений у кінці січня 2019, переведений після 10 липня 2023).

## З життєпису
7 серпня 2014 року підполковник Дмитро Храпач як командир дивізіону самохідних гаубиць 2С3 «Акація» був одним з офіцерів, під чиїм командуванням українські війська вийшли з оточення біля російського кордону в районі Ізвариного — Червонопартизанська. Ударну групу українських сил очолював майор Михайло Драпатий, дивізіон реактивної артилерії очолював Олег Блануца. Артилеристи підірвали ушкоджені в боях та несправні самохідні установки, і виходили на 3 МТ-ЛБ і 10 вантажівках.
У січні 2019 року призначений командиром 27-ї реактивної артилерійської бригади.

## Нагороди
- Орден Данила Галицького[8]
- «За мужність» III ступеня[9]